# أولاد دايد
أولاد دايد بلدية بدائرة البرواقية ولاية المدية الجزائرية.